# Pump
Az 1989-es Pump az Aerosmith tizedik nagylemeze. 2001-ben jelent meg újrakevert változata.
Mind a kritikusok, mind a rajongók elismerték. Az albumon billentyűk és fúvósok is hallhatók (Love in an Elevator, The Other Side), szerepelnek rajta igazi rockdalok (F.I.N.E.*, Young Lust), a What It Takes ballada, felmerül a vérfertőzés és gyilkosság témája (Janie's Got a Gun), az alkohol és drog (Monkey on My Back), valamint instrumentális intermezzók (Hoodoo, Dulcimer Stomp).
Az Egyesült Államokban hétmillió eladott példányt ismertek el, így a Get a Grip-pel közösen az együttes második legeladottabb albuma (a Toys in the Attic után). Több sikert és elsőséget hozott a zenekarnak, mint például az első Grammy-díjat (Janie's Got a Gun). A Love in an Elevator volt az első number one Aerosmith-dal a Mainstream Rock Tracks listán. Ez az egyetlen Aerosmith-album, amely három Top 10-es kislemezt termelt a Billboard Hot 100-on, és három number one-t a Mainstream Rock Tracks listán. Az album 1990 negyedik legeladottabb albuma volt. Szerepel az 1001 lemez, amit hallanod kell, mielőtt meghalsz című könyvben.
Az Egyesült Királyságban ez volt az Aerosmith második ezüstlemeze (1989. szeptember). 1994-ben jelent meg a The Making of Pump dokumentumvideó az album rögzítéséről.

## Az album dalai
|     | Cím                            | Szerző(k)                                                    | Hossz |
| --- | ------------------------------ | ------------------------------------------------------------ | ----- |
| 1.  | Young Lust                     | Steven Tyler, Joe Perry, Jim Vallance                        | 4:18  |
| 2.  | F.I.N.E.*                      | Tyler, Perry, Desmond Child                                  | 4:09  |
| 3.  | Going Down/Love in an Elevator | Perry, Tyler                                                 | 5:38  |
| 4.  | Monkey on My Back              | Perry, Tyler                                                 | 3:57  |
| 5.  | Water Song/Janie's Got a Gun   | Tyler, Tom Hamilton                                          | 5:38  |
| 6.  | Dulcimer Stomp/The Other Side  | Tyler, Vallance, Brian Holland, Lamont Dozier, Eddie Holland | 4:56  |
| 7.  | My Girl                        | Perry, Tyler                                                 | 3:10  |
| 8.  | Don't Get Mad, Get Even        | Perry, Tyler                                                 | 4:48  |
| 9.  | Hoodoo/Voodoo Medicine Man     | Perry, Tyler, Brad Whitford                                  | 4:39  |
| 10. | What It Takes                  | Perry, Tyler, Child                                          | 5:09  |

## Közreműködők
- Steven Tyler – ének, billentyűk, szájharmonika
- Joe Perry – szólógitár, háttérvokál
- Brad Whitford – ritmusgitár
- Tom Hamilton – basszusgitár, háttérvokál a Love in an Elevator-ön
- Joey Kramer – dob, ütőhangszerek

### További zenészek
- Bob Dowd – háttérvokál a Love In An Elevator-ön
- Catherine Epps – beszéd (liftkezelő hangja) a Love In An Elevator-ön
- Bruce Fairbairn – trombita, háttérvokál a Love In an Elevatorön
- The Margarita Horns (Bruce Fairbairn, Henry Christian, Ian Putz, Tom Keenlyside) – rézfúvós hangszerek, szaxofonok
- John Webster – billentyűk
- Randy Raine-Reusch – dulcimer a Dulcimer Stomp-on, didzseridu a Don't Get Mad, Get Even-ön, táj naw (szájorgona) a Hoodoon, üvegharmonika a Water Song-on

## Fordítás
Ez a szócikk részben vagy egészben a Pump (album) című angol Wikipédia-szócikk ezen változatának fordításán alapul.  Az eredeti cikk szerkesztőit annak laptörténete sorolja fel. Ez a jelzés csupán a megfogalmazás eredetét és a szerzői jogokat jelzi, nem szolgál a cikkben szereplő információk forrásmegjelöléseként.